# Janet Currie
Janet Currie es un economista canadiense y estadounidense. Actualmente es la presidenta de la Asociación Estadounidense de Economía en 2024 y es profesora de Economía en la Universidad de Princeton. Fue directora del departamento de Economía de la Universidad de Princeton en el periodo 2014–2018. Fue la primera mujer en fungir como directora del departamento de Economía en la Universidad de Columbia en el periodo 2006–2009. Previamente fue profesora en la Universidad de California, Los Ángeles y en el Instituto de Tecnología de Massachusetts. Fue nombrada como una de las mejores 10 economistas mujeres por el Foro Económico Mundial en julio de 2015.

## Educación
Obtuvo su Licenciatura en Economía en 1982 y una Maestría en Economía en 1983 en la Universidad de Toronto. Posteriormente terminó su Doctorado en Economía en la Universidad de Princeton en 1988.

## Investigación
Es conocida por su trabajo sobre el impacto de la pobreza así como sobre las políticas gubernamentales para reducir la pobreza con énfasis en la salud y bienestar de los niños. A comienzos de 1990, fue de las primeras economistas en evaluar estos programas con un enfoque en los niños. Ha escrito sobre programas de intervención temprana, expansiones del programa Meicaid, alojamiento público y programas alimentarios y de nutrición.